# Нуає-Бокаж
Нуає́-Бока́ж (фр. Noyers-Bocage) — колишній муніципалітет у Франції, у регіоні Нормандія, департамент Кальвадос. Населення — 1092 осіб (2011).
Муніципалітет був розташований на відстані близько 220 км на захід від Парижа, 16 км на південний захід від Кана.

## Історія
До 2015 року муніципалітет перебував у складі регіону Нижня Нормандія. Від 1 січня 2016 року належав до нового об'єднаного регіону Нормандія.
1 січня 2016 року Нуає-Бокаж і Міссі було об'єднано в новий муніципалітет Нуає-Міссі.

## Демографія
Динаміка населення (INSEE ):
Розподіл населення за віком та статтю (2006):
| Стать | Всього | До 15 років | 15-24 | 25-44 | 45-64 | 65-85 | Понад 85 |
| --- | ------ | ----------- | ----- | ----- | ----- | ----- | -------- |
| Чоловіки | 538    | 127         | 57    | 156   | 149   | 45    | 4        |
| Жінки | 593    | 169         | 41    | 165   | 153   | 61    | 4        |
| \| Статево-вікова піраміда \| Статево-вікова піраміда \| Статево-вікова піраміда \| \| ----------------------- \| ----------------------- \| ----------------------- \| \| Чоловіки \| Вік \| Жінки \| \| 4 \| 85 + \| 4 \| \| 4 \| 80-84 \| 29 \| \| 8 \| 75-79 \| 8 \| \| 8 \| 70-74 \| 8 \| \| 25 \| 65-69 \| 16 \| \| 25 \| 60-64 \| 29 \| \| 21 \| 55-59 \| 29 \| \| 58 \| 50-54 \| 58 \| \| 45 \| 45-49 \| 37 \| \| 33 \| 40-44 \| 33 \| \| 45 \| 35-39 \| 58 \| \| 66 \| 30-34 \| 58 \| \| 12 \| 25-29 \| 16 \| \| 16 \| 20-24 \| 25 \| \| 41 \| 15-20 \| 16 \| \| 45 \| 10-14 \| 25 \| \| 41 \| 5-9 \| 74 \| \| 41 \| 0-4 \| 70 \| |        |             |       |       |       |       |          |
| Статево-вікова піраміда |        |             |       |       |       |       |          |
| Чоловіки | Вік    | Жінки       |       |       |       |       |          |
| 4 | 85 +   | 4           |       |       |       |       |          |
| 4 | 80-84  | 29          |       |       |       |       |          |
| 8 | 75-79  | 8           |       |       |       |       |          |
| 8 | 70-74  | 8           |       |       |       |       |          |
| 25 | 65-69  | 16          |       |       |       |       |          |
| 25 | 60-64  | 29          |       |       |       |       |          |
| 21 | 55-59  | 29          |       |       |       |       |          |
| 58 | 50-54  | 58          |       |       |       |       |          |
| 45 | 45-49  | 37          |       |       |       |       |          |
| 33 | 40-44  | 33          |       |       |       |       |          |
| 45 | 35-39  | 58          |       |       |       |       |          |
| 66 | 30-34  | 58          |       |       |       |       |          |
| 12 | 25-29  | 16          |       |       |       |       |          |
| 16 | 20-24  | 25          |       |       |       |       |          |
| 41 | 15-20  | 16          |       |       |       |       |          |
| 45 | 10-14  | 25          |       |       |       |       |          |
| 41 | 5-9    | 74          |       |       |       |       |          |
| 41 | 0-4    | 70          |       |       |       |       |          |

## Економіка
2010 року серед 708 осіб працездатного віку (15—64 років) 546 були активними, 162 — неактивними (показник активності 77,1%, у 1999 році було 72,8%). З 546 активних мешканців працювало 509 осіб (248 чоловіків та 261 жінка), безробітними було 37 (21 чоловік та 16 жінок). Серед 162 неактивних 69 осіб було учнями чи студентами, 71 — пенсіонерами, 22 були неактивними з інших причин.

У 2010 році в муніципалітеті числилось 406 оподаткованих домогосподарств, у яких проживали 1118,5 особи, медіана доходів виносила 18 992 євро на одного особоспоживача